# Suzanne Spaak
Suzanne Spaak, numele de fată Augustine Lorge, (n. 6 iulie 1905, Brussel, Comunitatea Francofonă din Belgia⁠(d), Belgia – d. 12 august 1944, Fresnes Prison⁠(d), Seine, Franța) a fost o activistă a rezistenței din cel de-al doilea război mondial. 

## Tinerețe
Spaak s-a născut la Bruxelles într-o prosperă familie bancară belgiană în 1905. S-a căsătorit cu Claude Spaak (1904-1990), un dramaturg originar din Bruxelles, fratele lui Charles Spaak, scenarist, și al lui Paul-Henri Spaak, om de stat belgian, unul din primii lideri ai Comunităților Europene. Locuind la Paris alături de soțul ei și de cei doi copii, s-a bucurat de o viață de lux și prestigiu ca una dintre personalitățile de top ale orașului. Soțul ei dobândise tablouri de la colegul lor belgian, René Magritte, iar în 1936 Magritte i-a pictat un portret. Stilul ei de viață s-a schimbat drastic odată cu atacul celui de-al Doilea Război Mondial și ocuparea ulterioară a Franței de către Germania.

## Rezistența franceză
Supărată din cauza suprimării, brutalității și intoleranței rasiale a naziștilor, ea s-a oferit voluntar pentru a lucra cu Mișcarea Națională Împotriva Rasismului (MNCR).
Cu timpul și cu atrocitățile crescânde ale naziștilor, Spaak s-a dedicat eliberării Franței și Belgiei natale de sub ocupație. Ea s-a alăturat rețelei de informații a Orchestrei Roșii, o organizație susținută de sovietici fondată de un evreu polonez Leopold Trepper.
Acest grup a efectuat o adunare de informații foarte eficientă în Germania, Franța, Țările de Jos și în Elveția neutră, cu membri cunoscuți ca „Inelul Lucy”. Rețeaua a devenit atât de reușită, chiar infiltrându-se serviciul german de informații militare Abwehr, potrivit căreia naziștii au înființat „Detașamentul Special al Orchestrei Roșii” („Sonderkommando Rote Kapelle”) pentru a-l distruge. 
Mamă a doi copii, Spaak a lucrat cu perseverență pentru a salva viața copiilor evrei care urmau să fie deportați în lagărele de exterminare germane. La începutul anului 1943 ea a făcut parte dintr-un grup care a salvat 163 de copii evrei care urmau să fie deportați din centrele Uniunii Generale des Israelites de France (UGIF). Cu un risc enorm pentru ea și familia ei, a ascuns unii dintre copii în propria casă, ajutându-i cu îmbrăcăminte și cartele de rație și aranjându-le mutarea în siguranță la casele localnicilor din diverse părți ale Franței care și-au asumat riscul de a-i ascunde.
În primăvara anului 1942 serviciul german Abwehr a urmărit și monitorizat emițătoarele de radio ale Orchestrei Roșii din Belgia și a făcut primele arestări ale agenților Orchestrei Roșii. Membrii capturați au fost torturați brutal și mai mulți au rupt tăcerea, divulgând secrete de rețea care, în decursul celor optsprezece luni, au permis arestarea a peste 600 de persoane, inclusiv Suzanne Spaak la Paris. Trimisă de Gestapo la închisoarea din Fresnes în octombrie 1943, a fost ținută în condiții îngrozitoare și supusă torturii.
Când forțele aliate au trecut prin Normandia și au început să lupte spre eliberarea Parisului, Gestapo s-a pregătit să fugă, dar înainte de a face acest lucru, au început să execute anumiți prizonieri.
La 12 august 1944, cu doar treisprezece zile înainte de eliberarea Parisului, Spaak a fost executată de Gestapo. Avea 39 de ani. La 21 aprilie 1985 Yad Vashem a recunoscut-o pe Suzanne Spaak ca dreaptă între popoare.